# Marco (gnostico)
Marco (fl. II secolo) è stato un maestro gnostico della scuola di Valentino vissuto nel II secolo.

## Biografia
Di Marco, fondatore dei Marcosiani, sappiamo solamente quanto tramandatoci da Sant'Ireneo di Lione, ai cui scritti si rifecero anche Sant'Epifanio di Salamina e Sant'Ippolito di Roma. Come indicazione temporale si ha l'anno 175, anno in cui Ireneo scrisse il suo trattato Adversus Haereses, dove Marco viene dato come in vita. Secondo il santo di Lione, il maestro gnostico fu un valentiniano, attivo prima in Asia Minore, poi in Gallia meridionale, dove si autoproclamò mago e profeta. Secondo Ireneo ed Ippolito, Marco frequentava le donne dell'alta società e, con il pretesto di farle partecipi della sua gnosi, le seduceva. Ireneo ed Ippolito narrano anche dei suoi trucchi, con i quali, aumentava il volume dei liquidi e trasformava un miscuglio di acqua e vino in un liquido color porpora, che diceva essere il sangue della grazia. Tale miscuglio, come si usava anche presso altri gruppi gnostici, probabilmente conteneva minuscole quantità di sperma o di sangue mestruale, che simboleggiavano l'essenza dell'uomo e della donna. Questo tipo di usanza fu, comunque, condannata da quasi tutte le sette gnostiche e giudaizzanti a causa del divieto formulato dalla legge ebraica sul consumo di sangue. San Girolamo (Epistole 75, 3), affermando che fu discepolo di Basilide, probabilmente lo confuse con un certo Marco di Menfi.

## Dottrina
Il sistema marcosiano era una variante di quello di valentiniano fondato sulla cosmogonia dei 30 eoni. Egli ribattezzò queste figure Grandezze e gli diede dei valori numerici, in una forma quasi cabalistica. Mantenne, inoltre, il mito della caduta di Sophia, ma lo chiamò "Mancanza Divina". La sua peculiarità fu, però, l'adattamento della teoria dei numeri dei Pitagorici allo gnosticismo. Il numero di 30 Eoni si otteneva sommando tra loro i numeri dell'Ogdoad: 1+2+3+4+5+7+8 = 30. Il 6 veniva intenzionalmente omesso perché rappresentava l'episemon e non una lettera usuale dell'alfabeto greco. L'episemon, o 6, è un numero pieno di potenza; il nome Iesous è formato da 6 lettere, per questo fu il nome del Salvatore. La pienezza delle Grandezze (corrispondente al Pleroma valentiniano) è composta di due tetradi, una decade ed una dodecade (4+4+10+12 = 30); le due tetradi sono composte da Impronunciabile, Silenzio, Padre e Verità seguiti da Logos, Vita, Uomo e Chiesa. Questi formano l'Ogdoad. I numeri pari sono femmina, quelli dispari sono maschi, dall'unione tra il primo di questi, 2 e 3, venne generato l'episemon, o 6, il numero della Salvezza.

## Marcosiani
La setta dei marcosiani era la setta di gnostici valentiniani fondata da Marco. Essa, contrastata da Ireneo (Haereses I, XII-XXIII), continuò a sopravvivere fino al IV secolo nel distretto di Lione, lungo la Vallata del Rodano e in Spagna. I seguaci di Marco, non solo mantennero il loro sistema gnostico nella teoria ma, continuando a formare comunità gnostiche, perpetravano anche le loro pratiche. Nei loro luoghi di ritrovo si praticava abitualmente la divinazione; i loro capi invitavano indifferentemente sia gli uomini che le donne a profetare di fronte alla congregazione. Il farfugliamento incoerente che emettevano in queste occasioni veniva preso come voce di Dio. Le Donne, similmente, venivano anche invitate a recitare la formula Eucaristica sugli elementi. Ireneo, sdegnosamente, affermava che la setta era un affare per donne sciocche, che rovinavano le loro anime ed i loro corpi, e narrava che le donne che si pentivano e tornavano alla Chiesa confessavano il loro passato degrado.